# GMC Buffalo
GMC Buffalo sont plusieurs modèles d'autocars interurbains construits par GM et de la Division Entraîneur de GMC à Pontiac, dans le Michigan entre 1966 et 1980. Les bus Buffalo ont un toit renforcé à l'avant, et les trois premières rangées de sièges sont à des niveaux différents, monté sur étages en gradins similaires à quelques sièges du théâtre.

## Historique
Les modèles Buffalo de GMC ont été fortement influencés par le GMC Scenicruiser PD-4501, produit par GM exclusivement pour Greyhound Lines entre 1954 à 1956, en série limitée.